# Relación lineal
En álgebra lineal, una relación lineal (o simplemente relación) entre elementos de un espacio vectorial o de un módulo es una ecuación de primer grado que tiene estos elementos como solución.
Más precisamente, si {\displaystyle e_{1},\dots ,e_{n}} son elementos de un módulo (por la izquierda) M sobre un anillo R (el caso de un espacio vectorial sobre un cuerpo es un caso especial), una relación entre {\displaystyle e_{1},\dots ,e_{n}} es una sucesión {\displaystyle (f_{1},\dots ,f_{n})} de elementos de R tal que
{\displaystyle f_{1}e_{1}+\dots +f_{n}e_{n}=0.}
Las relaciones entre {\displaystyle e_{1},\dots ,e_{n}} forman un módulo. El caso más habitual es que {\displaystyle e_{1},\dots ,e_{n}} sea un conjunto generador de un módulo generado finitamente M, en cuyo caso el módulo de las relaciones a menudo se denomina módulo de sizigia de M. El módulo de sizigia depende de la elección de un conjunto generador, pero es único hasta la suma directa con un módulo libre. Es decir, si {\displaystyle S_{1}} y {\displaystyle S_{2}} son módulos sizigia correspondientes a dos conjuntos generadores del mismo módulo, entonces se dice que son establemente isomorfos, lo que significa que existen dos módulos libres {\displaystyle L_{1}} y {\displaystyle L_{2}} de manera que {\displaystyle S_{1}\oplus L_{1}} y {\displaystyle S_{2}\oplus L_{2}} son isomorfismos.
Los módulos sizigia de orden superior se definen de forma recursiva: un primer módulo de sizigia de un módulo M es simplemente su módulo de sizigia. Para k > 1, un módulo de sizigia k-ésimo de M es un módulo de sizigia de un módulo de sizigia (k – 1)-ésimo. El teorema de la sizigia de Hilbert establece que, si {\displaystyle R=K[x_{1},\dots ,x_{n}]} es un anillo de polinomios n indeterminado sobre un cuerpo, entonces cada módulo de sizigia n-ésimo es libre. El caso n = 0 es el hecho de que cada espacio vectorial de dimensión finita tiene una base, y el caso n = 1 es el hecho de que K[x] es un dominio de ideales principales y que cada submódulo de un módulo K[x] libre finitamente generado también es libre.
La construcción de módulos sizigia de orden superior se generaliza como la definición de resolución libre, lo que permite reformular el teorema de la sizigia de Hilbert como un anillo polinómico n indeterminado sobre un campo que tiene dimensión homológica global n.
Si a y b son dos elementos del anillo conmutativo R, entonces (b, –a) es una relación que se dice "trivial". El "módulo de relaciones triviales" de un ideal es el submódulo del primer módulo de sizigia del ideal que es generado por las relaciones triviales entre los elementos de un conjunto generador de un ideal. El concepto de relaciones triviales puede generalizarse a módulos sizigia de orden superior, y conduce al concepto de complejo de Koszul de un ideal, que proporciona información sobre las relaciones no triviales entre los generadores de un ideal.

## Definiciones básicas
Sea R un anillo y M un R-módulo por la izquierda. Una relación lineal, o simplemente una relación entre elementos k {\displaystyle x_{1},\dots ,x_{k}} de M es una secuencia {\displaystyle (a_{1},\dots ,a_{k})} de elementos de M tal que
{\displaystyle a_{1}x_{1}+\dots +a_{k}x_{k}=0.}
Si {\displaystyle x_{1},\dots ,x_{k}} es un conjunto generador de M, la relación a menudo se denomina "sizigia" de M. Esta terminología tiene sentido, ya que, aunque el módulo de sizigia depende del conjunto generador elegido, la mayoría de sus propiedades son independientes;
Si el anillo R es noetheriano, o al menos coherente, y si M es generado finitamente, entonces el módulo de sizigia también se genera de forma finita. Un módulo de sizigia de este módulo de sizigia es un "segundo módulo de sizigia" de M. Continuando de esta manera se puede definir un módulo de sizigia k-ésimo para cada entero positivo k.
El teorema de la sizigia de Hilbert afirma que, si M es un módulo generado de manera finita sobre un anillo de polinomios {\displaystyle K[x_{1},\dots ,x_{n}]} sobre un cuerpo, entonces cualquier módulo de sizigia n-ésimo es un módulo libre.

## Propiedades estables
En términos generales, en el lenguaje de la K-teoría, una propiedad es "estable" si se convierte en verdadera al hacer una suma directa con un módulo libre suficientemente grande. Una propiedad fundamental de los módulos sizigia es que existen "establemente independientes" en las opciones de los conjuntos generadores para los módulos involucrados. El siguiente resultado es la base de estas propiedades estables.
| Proposición: Sea {\displaystyle \{x_{1},\dots ,x_{m}\}} un conjunto generador de un R-módulo M, y {\displaystyle y_{1},\dots ,y_{n}} son otros elementos de M. El módulo de las relaciones entre {\displaystyle x_{1},\dots ,x_{m},y_{1},\dots ,y_{n}} es la suma directa del módulo de las relaciones entre {\displaystyle x_{1},\dots ,x_{m},} y un módulo libre de orden n. |

Prueba: Como {\displaystyle \{x_{1},\dots ,x_{m}\}} es un conjunto generador, cada {\displaystyle y_{i}} se puede escribir como
{\displaystyle \textstyle y_{i}=\sum \alpha _{i,j}x_{j}.}
Esto proporciona una relación {\displaystyle r_{i}} entre {\displaystyle x_{1},\dots ,x_{m},y_{1},\dots ,y_{n}.} Ahora, si {\displaystyle (a_{1},\dots ,a_{m},b_{1},\dots ,b_{n})} es alguna relación, entonces
{\displaystyle \textstyle r-\sum b_{i}r_{i}}
es una relación entre {\displaystyle x_{1},\dots ,x_{m}} únicamente. En otras palabras, cada relación entre {\displaystyle x_{1},\dots ,x_{m},y_{1},\dots ,y_{n}} es una suma de una relación entre {\displaystyle x_{1},\dots ,x_{m},} y una combinación lineal de {\displaystyle r_{i}}. Es sencillo demostrar que esta descomposición es única, y esto prueba el resultado. {\displaystyle \blacksquare }
Además, permite comprobar que el primer módulo de sizigia es "establemente único". Más precisamente, dados dos conjuntos generadores {\displaystyle S_{1}} y {\displaystyle S_{2}} de un módulo M, si {\displaystyle S_{1}} y {\displaystyle S_{2}} son los correspondientes módulos de las relaciones, entonces existen dos módulos libres {\displaystyle L_{1}} y {\displaystyle L_{2}} tales que {\displaystyle S_{1}\oplus L_{1}} y {\displaystyle S_{2}\oplus L_{2}} son isomorfos. Para probar esto, basta aplicar dos veces la proposición anterior con el fin de obtener dos descomposiciones del módulo de las relaciones entre la unión de los dos conjuntos generadores.
Para obtener un resultado similar para módulos de sizigia superiores, queda por demostrar que, si M es cualquier módulo y L es un módulo libre, entonces M y M ⊕ L tienen módulos de sizigia isomorfos. Basta considerar un conjunto generador de M ⊕ L que consta de un conjunto generador de M y una base de L. Para cada relación entre los elementos de este conjunto generador, los coeficientes de los elementos base de L son todos cero, y las sizigias de M ⊕ L son exactamente las sizigias de M extendidas con coeficientes cero. Esto completa la demostración del siguiente teorema.
| Teorema: Para cada entero positivo k, el módulo de sizigia k-ésimo de un módulo dado depende de las opciones de los conjuntos generadores, pero es único excluyendo la suma directa con un módulo libre. Más precisamente, si {\displaystyle S_{1}} y {\displaystyle S_{2}} son módulos de sizigia k-ésimos que se obtienen mediante diferentes elecciones de conjuntos generadores, entonces hay módulos libres {\displaystyle L_{1}} y {\displaystyle L_{2}} de modo que {\displaystyle S_{1}\oplus L_{1}} y {\displaystyle S_{2}\oplus L_{2}} son isomorfos. |

## Relación con resoluciones libres
Dado un conjunto generador {\displaystyle g_{1},\dots ,g_{n}} de un módulo R, se puede considerar un módulo libre de L de base {\displaystyle G_{1},\dots ,G_{n},} donde {\displaystyle G_{1},\dots ,G_{n}} son nuevos indeterminados. Esto define una sucesión exacta
{\displaystyle L\longrightarrow M\longrightarrow 0,}
donde la flecha izquierda es la aplicación lineal que asigna cada {\displaystyle G_{i}} al {\displaystyle g_{i}.} correspondiente. El núcleo de esta flecha izquierda es un primer módulo de sizigia de M.
Se puede repetir esta construcción con este núcleo en lugar de M. Repitiendo una y otra vez esta construcción, se obtiene una secuencia larga y exacta
{\displaystyle \cdots \longrightarrow L_{k}\longrightarrow L_{k-1}\longrightarrow \cdots \longrightarrow L_{0}\longrightarrow M\longrightarrow 0,}
donde todos los {\displaystyle L_{i}} son módulos libres. Por definición, una secuencia tan larga y exacta es una resolución libre de M.
Para cada k ≥ 1, el núcleo {\displaystyle S_{k}} de la flecha que comienza en {\displaystyle L_{k-1}} es un módulo de sizigia k-ésimo de M. De ello se deduce que el estudio de las resoluciones libres es lo mismo que el estudio de los módulos de sizigia.
Una resolución libre es finita de longitud ≤ n si {\displaystyle S_{n}} es libre. En este caso, se puede tomar {\displaystyle L_{n}=S_{n},} y {\displaystyle L_{k}=0} (el módulo cero) para cada k > n.
Esto permite replantear el teorema de la sizigia de Hilbert: Si {\displaystyle R=K[x_{1},\dots ,x_{n}]} es un anillo de polinomios en n indeterminado sobre un cuerpo K, entonces cada resolución libre tiene una longitud finita como máximo de n.
La dimensión global de un anillo noetheriano conmutativo es infinita o el n mínimo de modo que cada resolución libre tiene una longitud finita como máximo de n. Un anillo noetheriano conmutativo es regular si su dimensión global es finita. En este caso, la dimensión global es igual a su dimensión de Krull. Por lo tanto, el teorema de la sizigia de Hilbert puede reformularse en una oración muy corta que esconde muchas matemáticas: Un anillo polinomial sobre un cuerpo es un anillo regular.

## Relaciones triviales
En un anillo conmutativo R, siempre se tiene que ab– ba = 0. Esto implica "trivialmente" que (b, –a) es una relación lineal entre a y b. Por lo tanto, dado un conjunto generador {\displaystyle g_{1},\dots ,g_{k}} de un ideal I, se llama relación trivial o sizigia trivial a cada elemento del submódulo del módulo de sizigia que es generado por estas relaciones tiviales entre dos elementos generadores. Más precisamente, el módulo de las sizigias triviales es generado por las relaciones
{\displaystyle r_{i,j}=(x_{1},\dots ,x_{r})}
tal que {\displaystyle x_{i}=g_{j},} {\displaystyle x_{j}=-g_{i},} y {\displaystyle x_{h}=0} de lo contrario.

## Historia
La palabra "sizigia" (syzygy en inglés), procedente del griego "συζυγία" (syzygía, 'unión') a través de la astronomía (donde se refiere a la conjunción de dos planetas), entró en las matemáticas con el trabajo de Arthur Cayley. En ese artículo, Cayley utilizó el término en la teoría de resultantes y discriminantes.
Como la palabra sizigia se usó en astronomía para denotar una relación lineal entre planetas, Cayley la usó para denotar relaciones lineales entre los menores de una matriz, como, en el caso de una matriz de 2 × 3:
{\displaystyle a\,{\begin{vmatrix}b&c\\e&f\end{vmatrix}}-b\,{\begin{vmatrix}a&c\\d&f\end{vmatrix}}+c\,{\begin{vmatrix}a&b\\d&e\end{vmatrix}}=0.}
Luego, la palabra "sizigia" fue popularizada (entre los matemáticos) por David Hilbert en su artículo de 1890, que contiene tres teoremas fundamentales sobre polinomios, el teorema de la sizigia de Hilbert, el teorema de la base de Hilbert y el teorema de los ceros de Hilbert.
En su artículo, Cayley hace uso, en un caso especial, de lo que luego fue llamado complejo de Koszul, después de una construcción similar en geometría diferencial ideada por el matemático Jean-Louis Koszul.